# Усть-Сема
Усть-Сема́ — село в Чемальском муниципальном районе Республики Алтай России, входит в состав Чепошского сельского поселения.

## Географическое положение
Село расположено на северо-западе Республики Алтай, на правом берегу Катуни, чуть ниже по течению от места слияния с ней реки Семы. Через Усть-Сему проходит основная транспортная магистраль региона — Чуйский тракт. Трасса здесь переходит с правого на левый берег через железобетонный мост, ставший первым на тракте. Он был возведён в 1959 году, взамен старого деревянного 1935 года постройки. Также от села стартует Чемальский тракт, идущий на юг в сторону села Куюс и районного центра Чемала.

## Достопримечательности
На противоположном берегу Катуни находятся так называемые Семинские ванночки (или Катунские), небольшие чашеобразные старицы с тёплой водой. Кроме того, здесь обнаружено древнее многослойное поселение Усть-Сема эпохи палеолита и неолита (I тыс. до н. э.), включённое в перечень объектов исторического и культурного наследия федерального значения.
Чуть севернее в сторону села Барангол расположен 12-метровый Камышлинский водопад.

## Население
| 2010 | 2011 | 2012 | 2013 | 2014 | 2015 | 2016 |
| ---- | ---- | ---- | ---- | ---- | ---- | ---- |
| 401  | ↗402 | →402 | ↘394 | ↗408 | ↘406 | ↘402 |

## Интересные факты

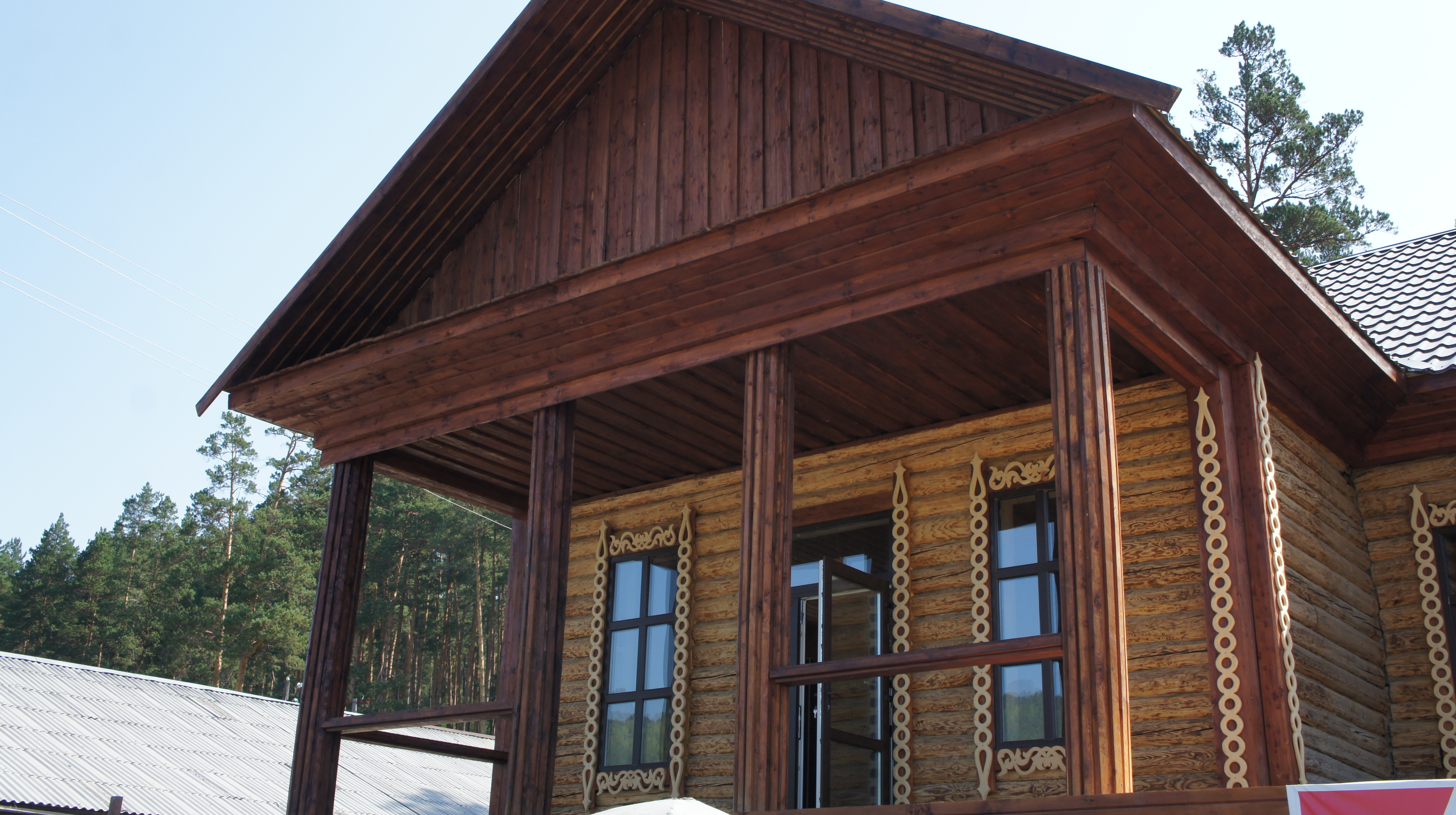
Придорожное кафе в Усть-Семе, на крыльце которого начинаются первые кадры фильма «Живёт такой парень»

В середине 1960-х годов в Усть-Семе В. М. Шукшин снимал ряд эпизодов фильма «Живёт такой парень», в частности сцену в придорожном кафе.